# Xã Coleman, Quận Holt, Nebraska
Xã Coleman (tiếng Anh: Coleman Township) là một xã thuộc quận Holt, tiểu bang Nebraska, Hoa Kỳ. Năm 2010, dân số của xã này là 37 người.